# Нестор Данаилов
Нестор Данаилов, известен като Дебренски, е български просветен деец от Македония.

## Биография
Нестор Данаилов е роден в дебърското село Тресонче, тогава в Османската империя в семейството на Данаил Мойсов. Завършва IV клас в Казанлък. Лежи известно време в Пловдивския затвор, откъдето е освободен през ноември 1874 година с помощта на влиятелния Хаджи Василко от Галичник, който свидетелства, че не е комита.
През 1875 година отпечатва в печатницата на Димитър Паничков в Браила пиесата „Цветана“.
В Скопие отново е арестуван. Този път ходатайстват за него братята Хаджи Църинови от Маврово, които го представят на българския митрополит Кирил Скопски и Данаилов е назначен за учител в Тетово. Одобрен е от градските първенци, начело с Алекси Хаджидимов, и преподава в града до 1876 година заедно с Михаил Христов от Гиляни. В Тетово въвежда нов метод на преподаване и нови учебници. От есента на 1876 година учителства в Скопие, където си сътрудничи с Димитър Македонски. През лятото на 1878 година емигрират в Свободна България. През 1880 година Нестор Данаилов е учител в Севлиево, а след това в Бургас. Там умира на 5 януари 1882 година.